# Harinakunda
Harinakunda è un sottodistretto (upazila) del Bangladesh situato nel distretto di Jhenaidah, divisione di Khulna. Si estende su una superficie di 227,19 km² e conta una popolazione di 27 408 abitanti.